# موس

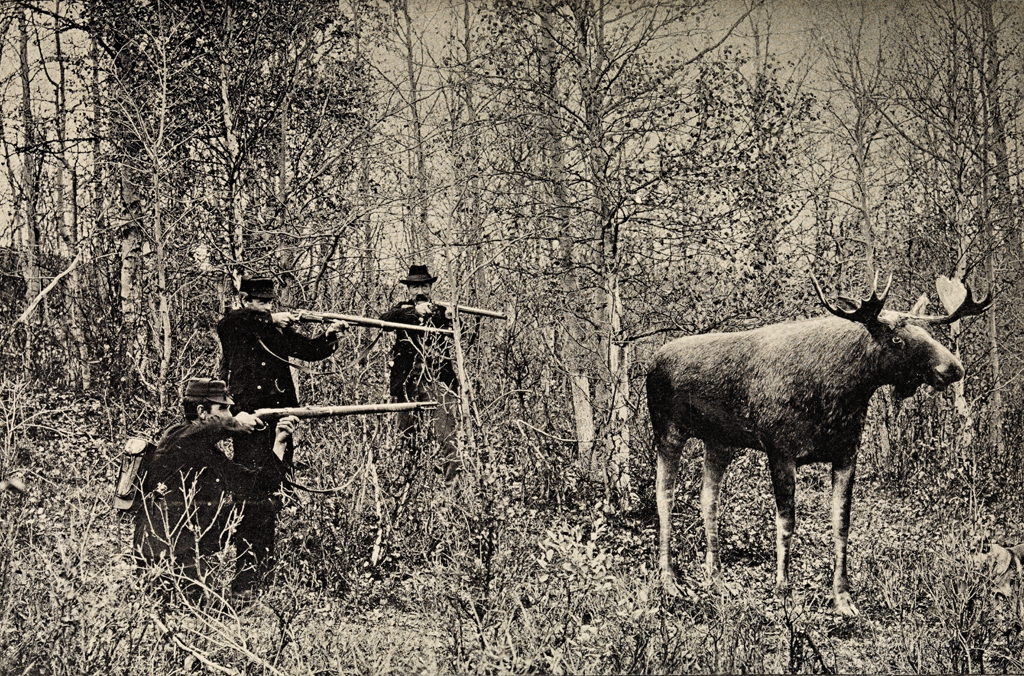
شکار یک موس در نروژ (تاریخ نامشخص)

موس (نام علمی: Alces alces) بزرگ‌ترین نوع گوزن از لحاظ هیکل است که در آمریکای شمالی و بخش هایی از اورسیا ساکن است و در شرق اروپا و خاورمیانه ( از جمله ایران ) منقرض شده است، نام اصلی موس از زبان‌های آلگونکویان، از زیر خانواده‌های زبان‌های بومی آمریکای شمالی، گرفته شده‌است و به معنای خورنده شاخ‌ها می‌باشد.
موس‌ها شاخ‌های بسیار بزرگ و منحصر به فردی دارند که گاهی به طول ۲ متر هم می‌رسند، با این وجود شاخ‌هایشان با بدنشان تناسب کامل دارند. وزن شاخ‌هایشان به ۲۳ تا ۲۷ کیلوگرم می‌رسد.
با اینکه موس‌ها جثه عظیم و شاخ‌های بزرگی دارند اما دونده و شناگر توانمندی هستند. این گوزن‌ها بینایی ضعیفی دارند در حدی که تنها رنگ سفید و سیاه را تشخیص می‌دهند.

## اندازه
به‌طور متوسط، یک موس بالغ ۱٫۴ تا ۲٫۱ متر (۴ فوت ۷ اینچ تا ۶ فوت ۱۱ اینچ) تا بالای شانه بلندی دارد که بیش از ۳۰ سانتی‌متر (۱ فوت) بالاتر از بزرگ‌ترین گونهٔ بعدی، یعنی گوزن واپیتی است. وزن نرها به‌طور معمول از ۵۵۰ تا ۸۰۰ کیلوگرم (۸۳۸ تا ۱۵۴۳ پوند) و ماده‌ها بسته به نژاد یا بالینی و همچنین فردی، معمولاً بین ۲۵۰ تا ۵۰۰ کیلوگرم (۴۴۱ تا ۱۰۸۰ پوند) وزن دارند، بسته به سن یا تغییرات تغذیه‌ای آنها. طول سر و بدن ۲٫۴–۳٫۱ متر (۷ فوت ۱۰ اینچ تا ۱۰ فوت ۲ اینچ) است، با دم باقی مانده که تنها ۵ تا ۱۲ سانتی‌متر (۲–۴ + ۱/۲ اینچ) دیگر اضافه می‌شود. بزرگ‌ترین زیرگونه آلاسکا (A. a. gigas) است که می‌تواند بیش از ۲٫۱ متر (۶ فوت ۱۱ اینچ) در ناحیهٔ شانه بایستد، دارای دهانه در سراسر شاخ ۱٫۸ متری (۵ فوت ۱۱ اینچ) است. میانگین ۶۳۴٫۵ کیلوگرم (۱۳۹۹ پوند) در نرها و ۴۷۸ کیلوگرم (۱۰۵۴ پوند) در ماده‌ها است. با این حال، به‌طور معمول، شاخ‌های یک نر بالغ بین ۱٫۲ تا ۱٫۵ متر (۳ فوت ۱۱ اینچ و ۴ فوت ۱۱ اینچ) است. بزرگ‌ترین اندازه تأیید شده برای این گونه، گوزن نر در رودخانه یوکان در سپتامبر ۱۸۹۷ بود که وزن آن ۸۲۰ کیلوگرم (۱۸۰۸ پوند) و ۲٫۳۳ متر (۷ فوت ۸ اینچ) ارتفاع در شانه بود. مواردی از گوزن‌های بزرگتر گزارش شده‌است ، از جمله یک گوزن نر کشته شده در سال ۲۰۰۴ با وزن ۱۰۴۳ کیلوگرم (۲۲۹۹ پوند)، و یک گوزن نر با وزن ۱۱۸۰ کیلوگرم (۲۶۰۱ پوند) گزارش شده، اما هیچ‌کدام تأیید نشده‌اند. برخی که ممکن است معتبر نباشند قابل اعتماد تلقی می‌شود. در میان گونه‌های جانوری زمینی موجود در آمریکای شمالی، اروپا و سیبری، گوزن‌ها تنها توسط دو گونه از گاومیش کوهان‌دار کوتوله می‌شوند.

## نگارخانه

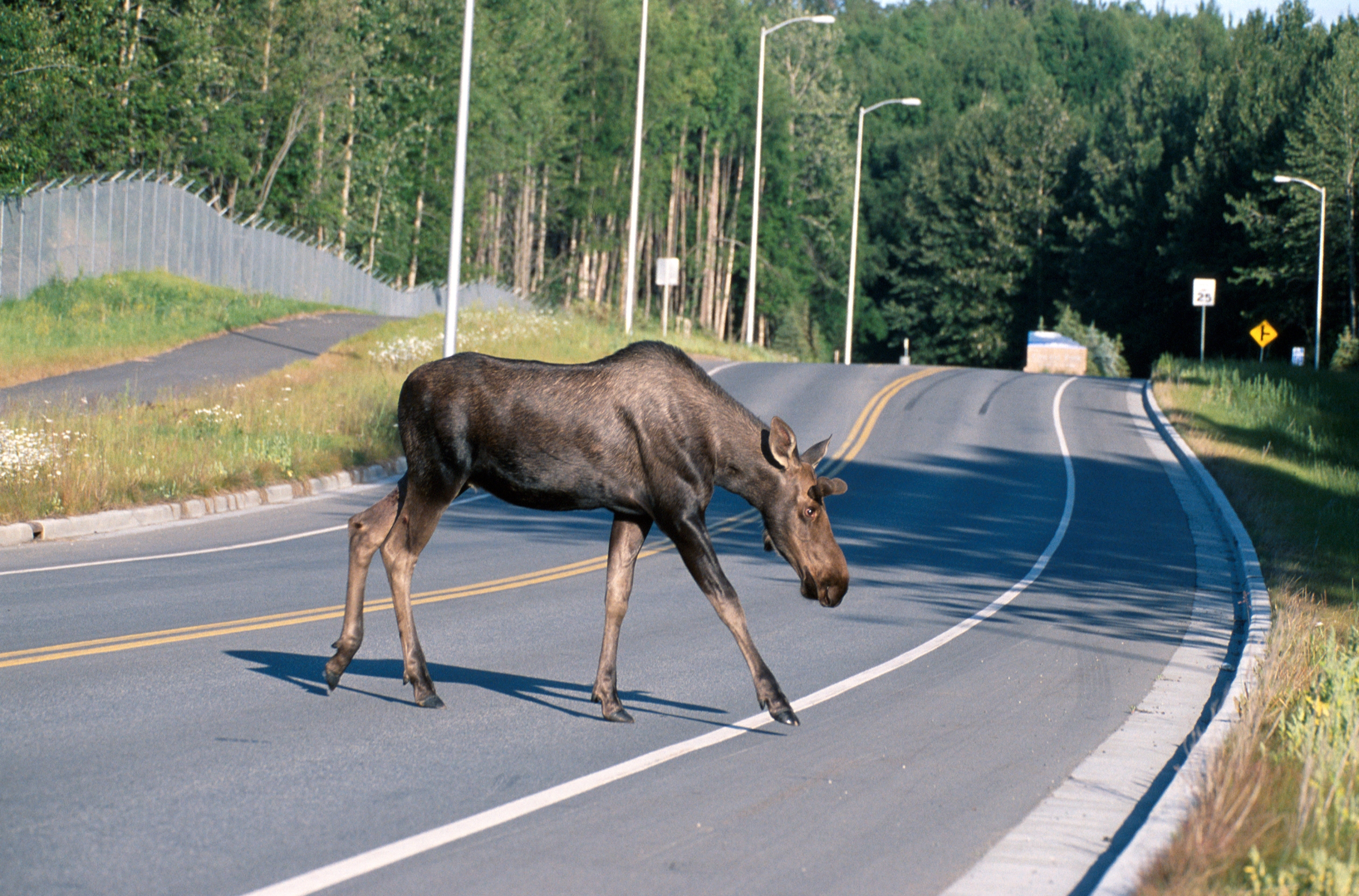
موس در حال گذر از یک جاده در آلاسکا
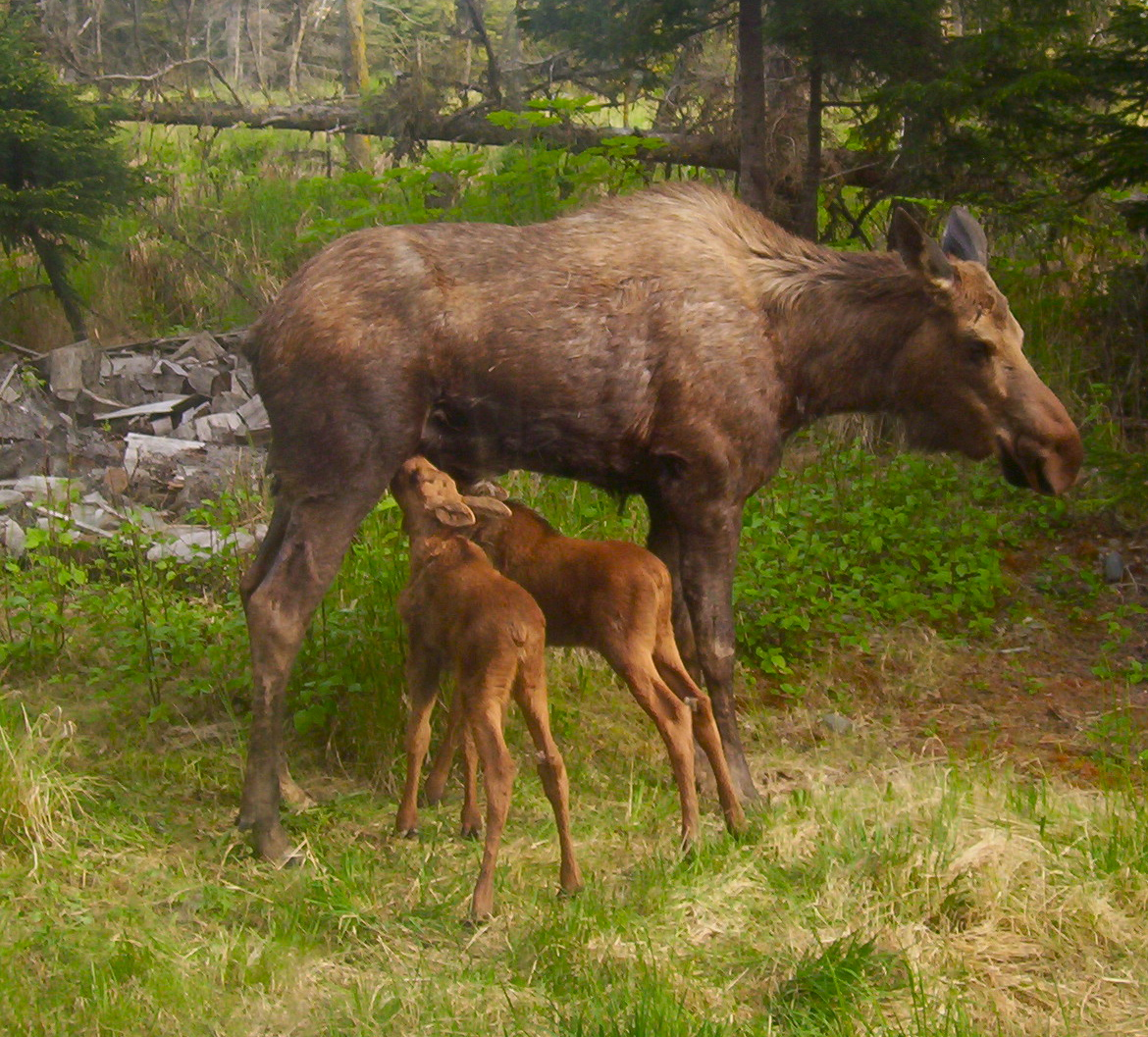
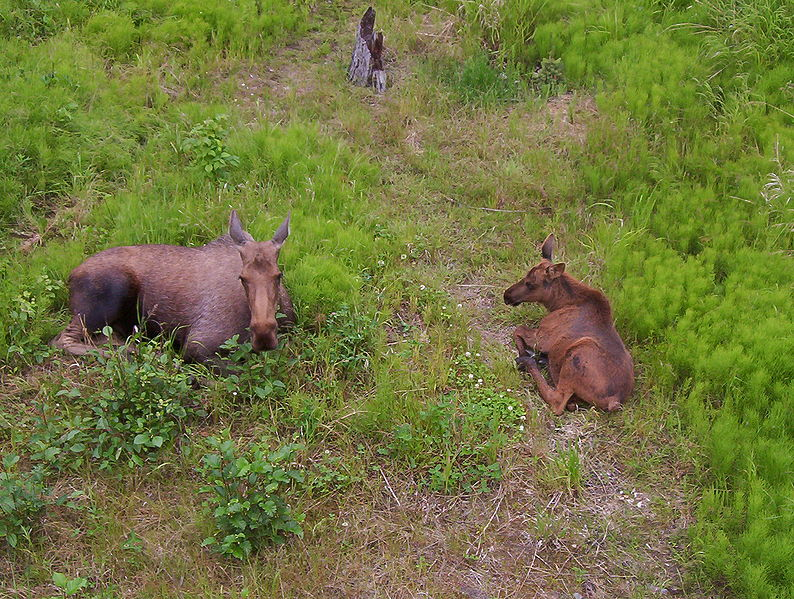
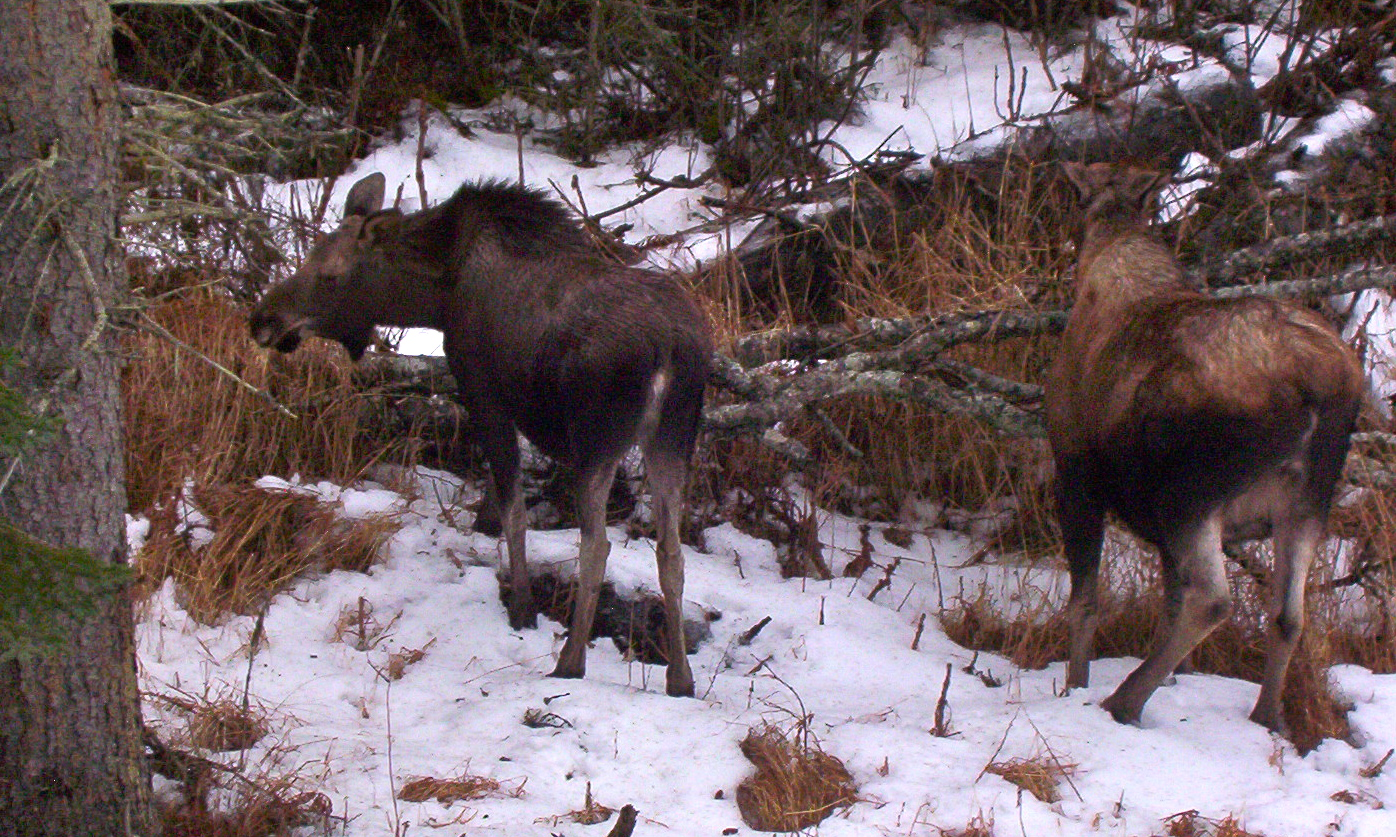
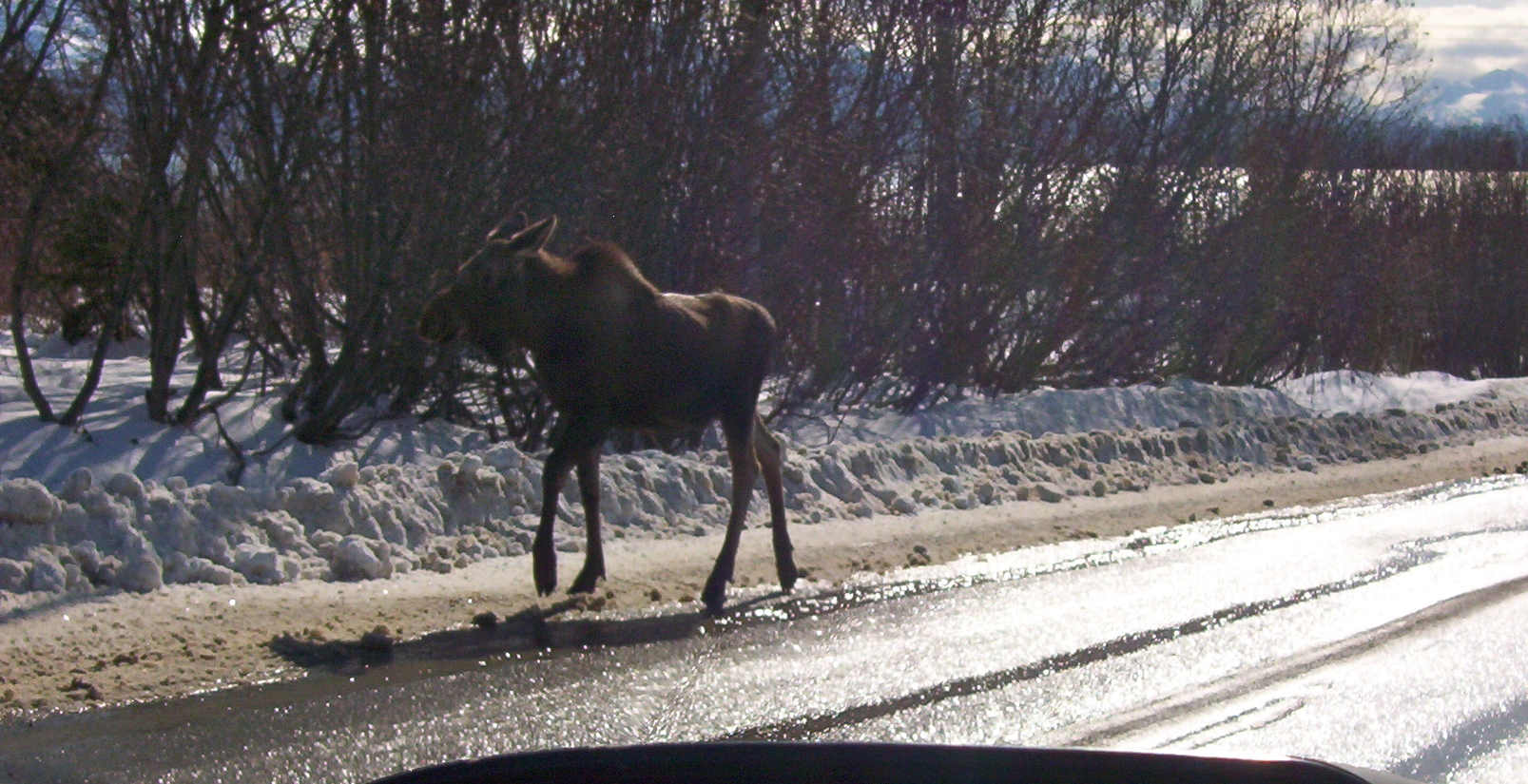